# Poema sobre el desastre de Lisboa
El Poema sobre el desastre de Lisboa (francés: Poème sur le désastre de Lisbonne) es un poema escrito por Voltaire como respuesta al terremoto de Lisboa de 1755. Es ampliamente considerado como una introducción a su novela Cándido de 1759 y su punto de vista sobre el problema del mal. El poema fue compuesto en diciembre de 1755 y publicado en 1756. Se considera uno de los ataques literarios más crudos al optimismo.

## Trasfondo

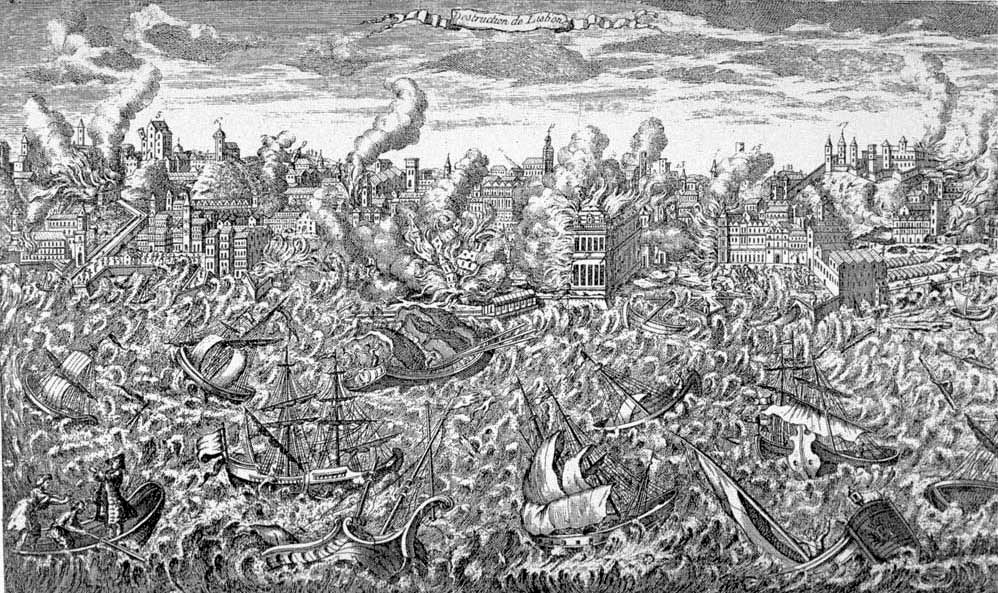
Grabado en cobre de 1755 que muestra Lisboa en llamas y un tsunami arrollando a los barcos en el puerto.

El terremoto del 1 de noviembre de 1755 arrasó por completo la capital portuguesa Lisboa. La ciudad quedó en ruinas y murieron entre 30 000 y 50 000 personas. Uno de los terremotos más destructivos de la historia, el evento tuvo un efecto importante en la conciencia cultural de gran parte de Europa. Voltaire fue uno de los muchos filósofos, teólogos e intelectuales que se vieron profundamente afectados por el desastre. Voltaire reaccionó de inmediato en una carta a Jean Robert Tronchin: “Cien mil hormigas, nuestro vecino, repentinamente aplastadas en nuestro hormiguero. [...] ¡Qué triste juego de azar es el juego de la vida humana! ¿Qué dirán los predicadores, sobre todo si se deja en pie el palacio de la Inquisición?»
El erudito Gottfried Wilhelm Leibniz y el poeta Alexander Pope fueron famosos por desarrollar un sistema de pensamiento conocido como optimismo filosófico en un intento de reconciliar a un Dios cristiano amoroso con la aparente indiferencia de la naturaleza en desastres como el de Lisboa . La frase "lo que es, es correcto" (what is, is right) acuñada por Alexander Pope en su Ensayo sobre el hombre, y la afirmación de Leibniz de que vivimos en el mejor de los mundos posibles, provocaron el desprecio de Voltaire. Criticó lo que percibía como un filosofar intrincado pero vacío que sólo servía para degradar a la humanidad y, en última instancia, conducía al fatalismo. Como escribió Theodor Adorno, «el terremoto de Lisboa fue suficiente para curar a Voltaire de la teodicea de Leibniz».

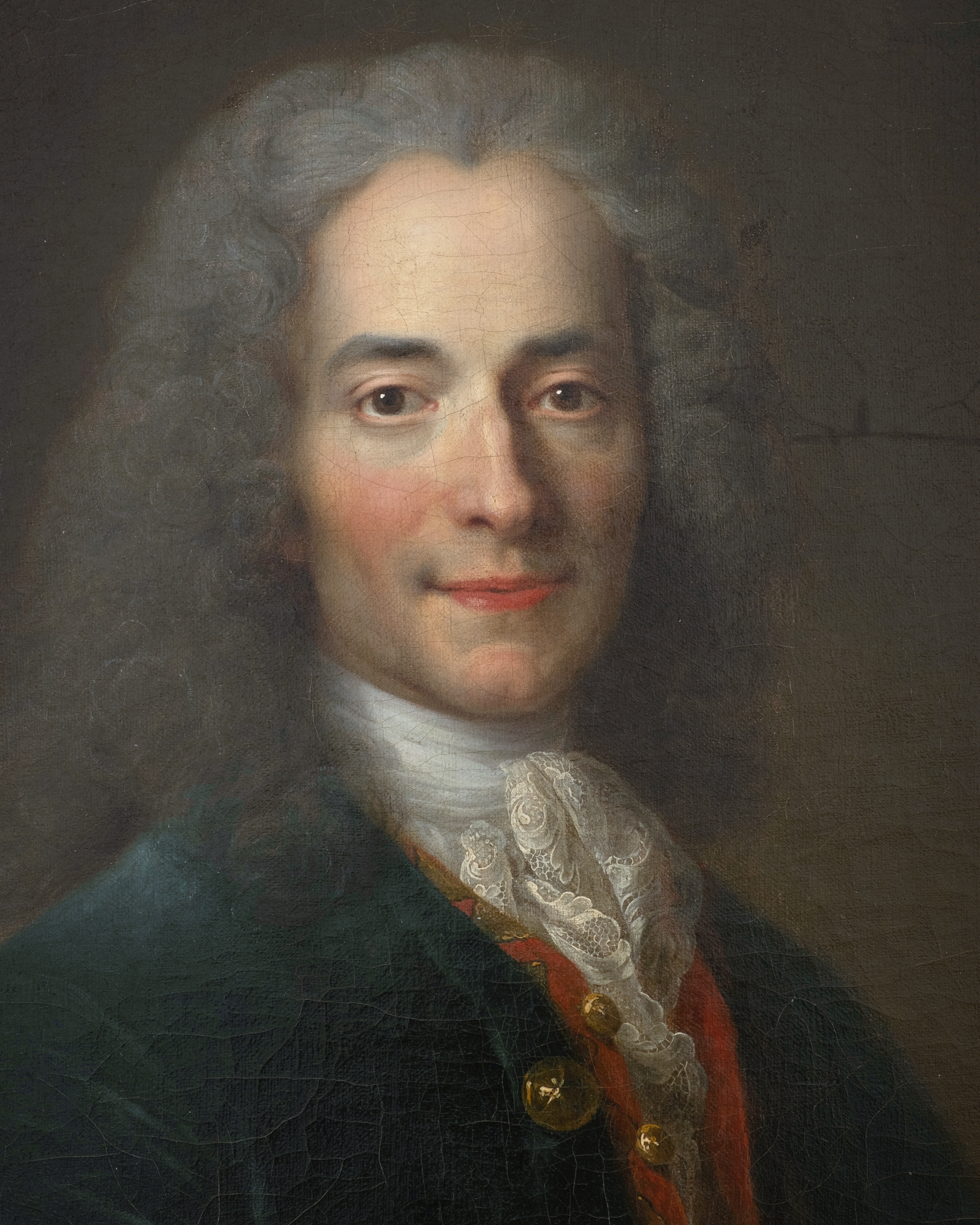
François-Marie Arouet (1694-1778), conocido como Voltaire, escritor y filósofo de la Ilustración francesa

El terremoto reforzó aún más el pesimismo y el deísmo filosófico de Voltaire. Debido a la prevalencia del mal, argumentó, no podría existir una deidad amorosa y benévola que interviniera en los asuntos humanos para recompensar a los virtuosos y castigar a los culpables. En cambio, afirmó que el desastre reveló la naturaleza abyecta e ignorante de la humanidad. Para Voltaire, la gente bien podía esperar un estado más feliz, pero esperar más era contrario a la razón.

## Edición y estructura
Una primera edición no autorizada apareció en París a principios de marzo de 1756, seguida de varias otras en Londres, Ámsterdam y Ginebra. La primera edición impresa con el acuerdo de Voltaire apareció con Cramer a fines de marzo de 1756. Mientras tanto, Voltaire modificó su texto para hacerlo menos ofensivo y agregó notas y un prefacio. La versión final tiene 234 versos, mientras que el primer manuscrito tenía 1364. El volumen publicado también incluye el Poème sur la loi naturellea (Poema sobre la ley natural).
Como muchos de los poemas de Voltaire, la obra consiste enteramente en coplas rimadas en progresión continua, no hay estrofas que dividan los versos. Voltaire también incluyó notas a pie de página aclarando términos tales como la cadena universal y la naturaleza del hombre.

## Resumen
David Adams y Haydn T. Mason identificaron una estructura de 21 secciones:
1. Grito de angustia y evocación de la destrucción de Lisboa (versos 1-12)
2. Rechazo de las explicaciones del sufrimiento por parte de los filósofos optimistas (versículos 13-26)
3. Todo ser humano solo puede ser sensible a las consecuencias de esta catástrofe (versículos 27-34)
4. Rechazo de la concepción de que el rechazo del sufrimiento es una manifestación del orgullo humano (versículos 35-41)
5. Decir que todo es bueno y necesario es poner límites al poder de Dios (líneas 42-44)
6. ¿No podría Dios haber traído este desastre donde no podría doler? ? (hacia 45-55)
7. No es consuelo decir, como los optimistas, que estos sufrimientos pueden beneficiar a otros (versículos 56-73)
8. Dios es libre en sus acciones, pero ¿por qué permite el sufrimiento? ? (alrededor de 74-80)
9. A diferencia de los objetos inanimados, los humanos sufren los efectos de la ley divina (versículos 81-96)
10. Los consuelos que ofrecen los optimistas son falsos e hipócritas (versículos 97-104)
11. El mundo está lleno de sufrimiento y horror, las especies se devoran unas a otras (versículos 105-118)
12. Entonces, ¿por qué los optimistas consideran que el sufrimiento individual contribuye a la felicidad general? ? (alrededor de 119-130)
13. Los intentos de entender por qué un Dios de amor puede infligir dolor no conducen a ninguna parte (versículos 131-148)
14. O el universo creado por Dios obedece sus leyes y el sufrimiento es su resultado; o su creación es imperfecta (versículos 149-154)
15. Si este mundo es un pasaje a la vida eterna, que nos garantiza que allí encontraremos la felicidad? (alrededor de 155-160)
16. La naturaleza no da explicación a nuestro sufrimiento (versículos 161-163)
17. Dios debe explicar sus acciones porque los humanos, especialmente aquellos que adoptan los puntos de vista de Leibniz, no pueden entenderlos (c. 164-176)
18. Aunque, como afirma Platón, el hombre tuvo una vez una edad de oro, eso ya no existe, y el sufrimiento es ahora nuestro destino (c. 177-190)
19. El escepticismo de Bayle es preferible a cualquier sistema, ya que no podemos entender el propósito de la existencia humana (c. 191-200)
20. Debemos aceptar tanto el triunfo de la razón humana como la miseria asociada a nuestra condición (versículos 201-217)
21. Sin embargo, no tenemos más remedio que mantener la esperanza (versículos 218-234)

## Tema e interpretación

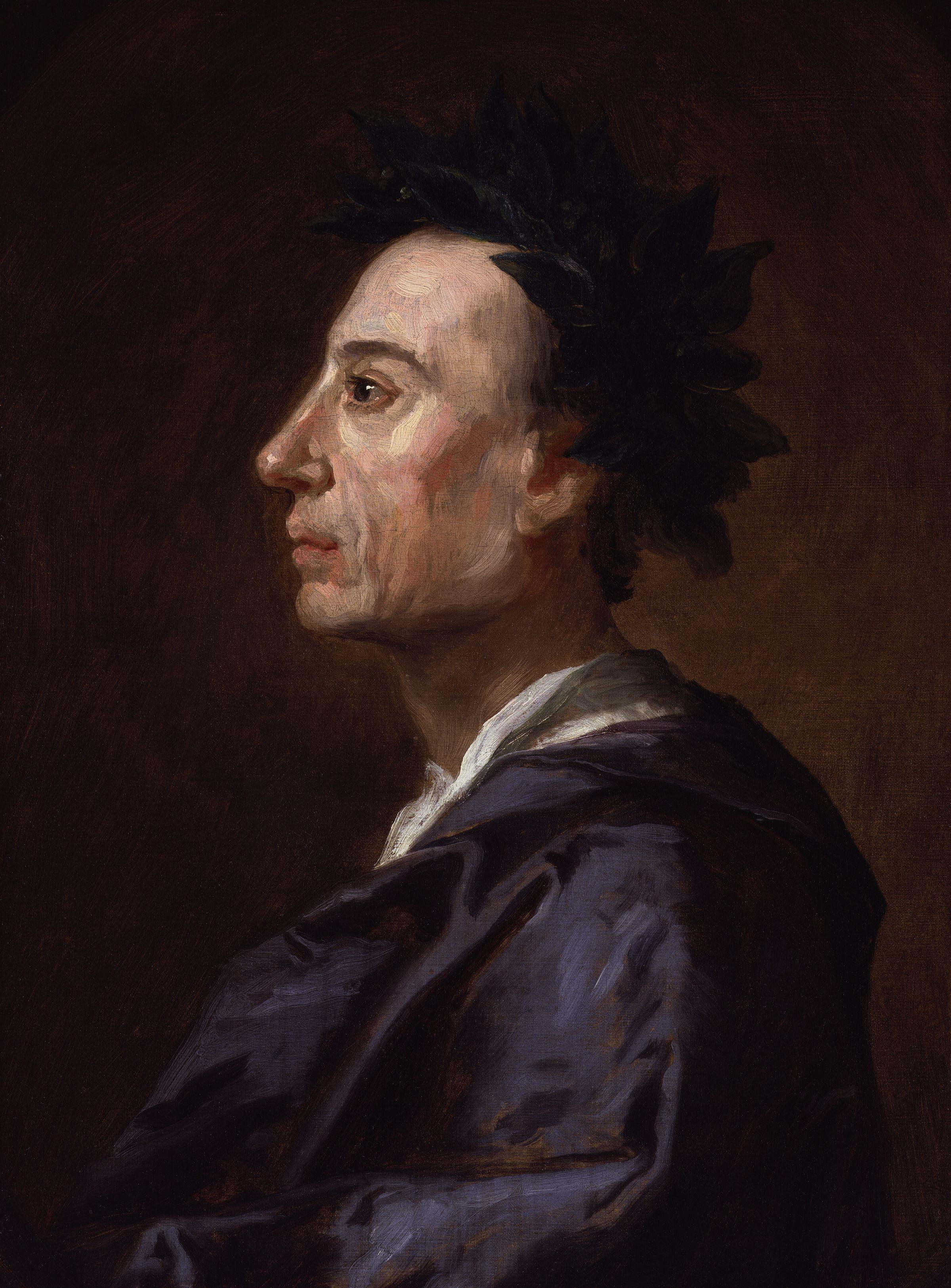
Alexander Pope fue un objetivo del poema como resultado de su declaración "Lo que es, es correcto".

A diferencia de la sátira alegre de Cándido, el poema Poema sobre el desastre de Lisboa tiene un tono compasivo, oscuro y solemne.
En el prefacio, Voltaire hace varias objeciones al optimismo filosófico:
"Si es verdad', dijeron, 'que todo lo que es, es correcto, se sigue que la naturaleza humana no está caída.
Si el orden de las cosas exige que todo sea como es, entonces la naturaleza humana no ha sido corrompida, y por consiguiente no tiene necesidad de un Redentor.
[...] si las miserias de los individuos no son más que el subproducto de este orden general y necesario, entonces no somos más que engranajes que sirven para mantener en movimiento la gran máquina; no somos más preciosos a los ojos de Dios que los animales que nos devoran."
Argumentando por reductio ad absurdum, Voltaire analiza la contradicción inmanente en el dictamen lo que es, es correcto. Porque si esto fuera cierto, entonces la naturaleza humana no estaría caída y la salvación sería innecesaria.
Él [Bayle] dice que sólo la revelación puede desatar el gran nudo que los
filósofos sólo han logrado enredar aún más, que nada más que la esperanza de nuestra existencia continua en un estado futuro puede consolarnos de las desgracias presentes; que la bondad de la providencia es el único santuario en el que el hombre puede refugiarse durante este eclipse general de su razón, y en medio de las calamidades a que se expone su naturaleza débil y frágil.
Voltaire muestra admiración tanto por Bayle, que era escéptico, como por Locke, que era empirista. En sus notas a pie de página, discute la evidencia de las deficiencias epistemológicas de la humanidad, ya que la mente humana deriva todo el conocimiento de la experiencia, que no puede darnos una idea de lo que la precedió, ni de lo que la sigue, ni de lo que la sustenta en el presente.
En el poema mismo, afligido por la miseria creada por el terremoto y cuestionando si un Dios justo y compasivo buscaría castigar los pecados a través de tal crueldad, Voltaire argumenta que Dios todopoderoso, según la hipótesis de Leibniz y Pope, podría haber evitado el sufrimiento inocente de los pecadores, reducido la escala de destrucción, o anunciado su propósito de purificar a la humanidad.
¿Y puedes entonces imputar un acto pecaminoso
¿A los niños que sangran en el seno de sus madres?
¿Se encontró entonces más vicio en la caída Lisboa,
¿Que en París, donde abundan las alegrías voluptuosas?
¿Había menos libertinaje conocido en Londres,
dónde la opulencia lujosa ocupa el trono?
Rechazó la acusación de que el egoísmo y el orgullo le habían hecho rebelarse contra el sufrimiento:
Cuando la tierra abra mi cuerpo para sepultarlo,
Justamente puedo quejarme de tal fatalidad.
En el poema, Voltaire rechaza la creencia en la providencia por considerarla imposible de defender: cree que todos los seres vivos parecen condenados a vivir en un mundo cruel. Voltaire concluye que el ser humano es débil, ignorante y está condenado a sufrir durante toda la vida. No hay un sistema o mensaje divino como guía, y Dios no se preocupa por los seres humanos ni se comunica con ellos.
Nos elevamos en pensamiento al trono celestial,
Pero nuestra propia naturaleza sigue siendo desconocida.
No importa la complejidad, profundidad o sofisticación de los sistemas filosóficos y teológicos, Voltaire sostuvo que nuestros orígenes humanos siguen siendo desconocidos.
'Cielo, mira nuestros sufrimientos con lástima.'
Está bien, respondes, la causa eterna
rige no por leyes parciales, sino por leyes generales.
Estas líneas se refieren específicamente a la refutación común de los optimistas de la época al problema del mal. Aunque la presencia del mal en el mundo es evidente, los seres humanos no pueden comprender los motivos de Dios. El sufrimiento en el terremoto habría jugado un papel para el bien mayor en otro lugar.
Sin embargo, en este espantoso caos compondrías
¿Una dicha general de los problemas de los individuos?
¡Oh dicha sin valor! a la vista de la razón herida,
Con voz entrecortada gritas: 'Lo que es, es correcto'?
Voltaire llama la atención sobre la afirmación hecha por Alexander Pope en su Ensayo sobre el hombre de que 'Lo que es, es correcto'. Estas líneas contradicen el optimismo de Pope (y más tarde de Leibniz).
Pero, ¿cómo concebir un Dios, la fuente del amor
quien sobre el hombre prodigó bendiciones desde lo alto
Entonces la carrera con varias plagas confundiría
¿Pueden los mortales penetrar profundamente en sus puntos de vista?
El mal no podría surgir de un ser perfecto
Ni de otro, ya que Dios es rey soberano;
Y sin embargo, ¡triste verdad! en este nuestro mundo se encuentra
¡Qué contradicciones confunden aquí mi alma!
Voltaire adopta una visión pesimista de la existencia del mal y subraya la ignorancia última del hombre.
Misterios como estos no puede penetrar el hombre
Escondido de su vista permanece el libro del destino.

## Crítica
A través de su obra, Voltaire criticó a figuras religiosas y filósofos como los optimistas Alexander Pope y Gottfried Wilhelm Leibniz, pero respaldó las opiniones del escéptico Pierre Bayle y el empirista John Locke. Voltaire fue, a su vez, criticado por el filósofo Jean-Jacques Rousseau. Rousseau había recibido por correo una copia del poema de Voltaire, quien recibió - a su vez- una carta con la crítica de Rousseau el 18 de agosto de 1756. Rousseau criticó a Voltaire por tratar de aplicar la ciencia a las cuestiones espirituales y argumentó que el mal es necesario para la existencia del universo y que los males particulares forman el bien general. Rousseau dio a entender que Voltaire debía renunciar al concepto de Providencia o concluir que es, en última instancia, beneficiosa. Rousseau estaba convencido de que Voltaire había escrito Cándido como una refutación del argumento que el había hecho.